# Danh sách tập phim Pokémon bị loại bỏ
Pokémon hay còn được biết với tên trong tiếng Nhật là Pocket Monsters (ポケットモンスター?) là một loạt phim hoạt hình được phát sóng trên truyền hình tại Nhật Bản từ ngày 1 tháng 4 năm 1997 trên TV Tokyo. Đây là một phần của nhượng quyền thương mại truyền thông thương hiệu Pokémon, dựa trên loạt trò chơi video Pokémon của The Pokémon Company. Ở Việt Nam, một số phần series đã được công chiếu.
Các loạt phim hoạt hình Pokémon được chia thành bảy phần phát sóng liên tục ở Nhật Bản, chia ra bởi các phiên bản của loạt trò chơi video anime lấy cảm hứng từ phần Original, Ruby & Sapphire, Diamond & Pearl, Black & White, XY, Sun & Moon, Pokémon Journeys và phần mới nhất là Pokémon Horizon. Khi phát sóng quốc tế, bảy phần phim này được chia thành 25 mùa riêng biệt.
Trong số hơn 1000 tập đã được phát sóng trong số này, vì nhiều lí do, mà một số tập phim không được ra mắt hay phát sóng ở Nhật Bản cũng như bị cấm phát tại một số khu vực, quốc gia và vùng lãnh thổ. Sau đây là các tập phim Pokémon bị loại bỏ, bị cấm và bị trì hoãn một thời gian.

## Các tập phim bị cấm/loại bỏ (toàn cầu)

### Tập 38
Nằm trong phần phim đầu tiên của của loạt phim, nó còn được gọi là tập phim "Pokémon Shock", được phát sóng lần đầu vào ngày 16 tháng 12 năm 1997 tại Nhật Bản. Tập phim có sử dụng cảnh đèn chớp xanh đỏ trong các vụ nổ từ tên lửa vắc-xin gây ra với hai kỹ xảo hoạt họa được sử dụng ngay thời điểm đó có tên là "paka paka" và "flash" (đáng chú ý nhất là khoảng phút thứ 20 với thời lượng đèn chớp khoảng 5 giây với tần suất 12 Hz).
Sau khi phát sóng tại thời điểm đó, 685 người xem đã nhập viện (hầu hết là trẻ em) với những triệu chứng như co giât, chóng mặt,... Sau khi ghi nhận sự việc, đài truyền hình điều hành sản xuất và phát sóng tập phim này là TV Tokyo đã gửi thông điệp xin lỗi công khai đến toàn thể người dân Nhật Bản, đồng thời bộ phim đã tạm dừng phát sóng khoảng 4 tháng để tiến hành điều tra. Kể từ đó trở đi, tập phim này bị cấm phát sóng trên toàn cầu, đồng thời Porigon và các hình thái tiến hóa liên quan hạn chế xuất hiện trong một số tập phim sau này.

### Tập 377
Nằm trong phần phim Advanced Generation, ban đầu được phát sóng vào ngày 4 tháng 11 năm 2004. Tập phim có phân đoạn về việc Satoshi và nhóm bạn bị cuốn bởi trận động đất do Namazun gây ra. Phân cảnh này có liên quan đến trận động đất ở Chūetsu, Niigata tại Nhật Bản vào ngày 23 tháng 10 năm 2004, do vậy tập phim này không được phát sóng và đã được thay thế bằng tập phim khác.

### Tập 682 và tập 683
Nằm trong phần phim Best Wishes, đây là 2 tập phim nói về trận chiến giữa nhóm Rocket với nhóm Plasma. Ban đầu cả 2 tập phim được phát sóng trong ngày 17 và 24 tháng 3 năm 2011, tuy nhiên cả 2 tập phim này không được phát sóng do ảnh hưởng của trận động đất và sóng thần Tōhoku vào ngày 11 tháng 3 năm 2011. 2 tập phim này hiện đã được thay thế, dù vậy một số chi tiết của 2 tập phim không được phát sóng trước đó được đề cập trong các tập phim sau này. Dù 2 tập phim đó không còn được phát sóng, tuy nhiên vào năm 2023 thì phần kịch bản của 2 tập phim chưa được phát sóng này đã được hé lộ.

## Các tập phim bị cấm/loại bỏ (phiên bản tiếng Anh)

### Tập 18
Nằm trong phần phim đầu tiên của của loạt phim, phát sóng lần đầu vào ngày 29 tháng 7 năm 1997 tại Nhật Bản. Trong tập phim có phân cảnh Kojiro mặc váy chéo và mặc bộ ngực bơm hơi cho một cuộc thi sắc đẹp, dẫn đến gây tranh cãi bởi đó là một yếu tố gây phản cảm khiến cho tập phim này bị trì hoãn phát sóng phiên bản tiếng Anh cho đến khi phát sóng vào ngày 24 tháng 6 năm 2000 với thời lượng 18 phút. Sau lần phát lại vào tháng 8 năm 2000, tập phim hiện đã không còn được phát sóng và phân phối bên ngoài Châu Á.

### Tập 35
Nằm trong phần phim đầu tiên của của loạt phim, phát sóng lần đầu vào ngày 25 tháng 11 năm 1997 tại Nhật Bản. Tập phim không được phát sóng ở nhiều khu vực bên ngoài Nhật Bản bởi nhiều lí do, nhưng lí do chính ở việc tập phim có sử dụng các phân cảnh sử dụng súng chĩa vào các nhân vật, nhất là cảnh Kaiser chĩa súng vào Satoshi. Mặc dù mang tính đe dọa, tuy nhiên vì mang tính bạo lực nên tập phim hiện không có phiên bản tiếng Anh.

### Tập 65
Nằm trong phần phim đầu tiên của của loạt phim, phát sóng vào ngày 5 tháng 10 năm 1997 tại Nhật Bản. Phiên bản lồng tiếng Anh được phát sóng vào ngày 11 tháng 12 năm 1999, tuy nhiên tập phim này đã ngừng phân phối và phát sóng các lần tiếp theo ở do những cáo buộc về Rougela là một khuôn mẫu chủng tộc của người Mỹ gốc Phi bởi Carole Boston Weatherford. Mặc dù vẫn có thể theo dõi trên VHS và trong bộ DVD Indigo League Volume 3 DVD Pack Set và đã được cung cấp trên Cartoon Network Video. Tuy nhiên, tập phim này hiện không được phát sóng lại phiên bản tiếng Anh trên Netflix, Pokémon TV, đồng thời trong lần phân phối lại bộ DVD Indigo League Volume 3 DVD Pack Set đã gỡ bỏ tập phim đó.

### Tập 92 và tập 101
Nằm trong phần phim đầu tiên của của loạt phim, phát sóng trong tháng 5 và tháng 6 năm 1999 tại Nhật Bản. Phiên bản lồng tiếng Anh phát sóng vào tháng 2 và tháng 4 năm 2000, nhưng hiện đã bị cấm phân phối trên Pokémon TV, Netflix và trong lần phân phối lại bộ DVD Adventures On The Orange Islands vì xuất hiện một vai khách mời nhỏ của Rougela kể từ tháng 4 năm 2013.

### Tập 252
Nằm trong phần phim đầu tiên của của loạt phim, phát sóng vào ngày 30 tháng 5 năm 2002 tại Nhật Bản. Tập phim tập trung nhiều về nhân vật Rougela - nhân vật đang gây tranh cãi về ngoại hình ở Mỹ, không giống như các tập phim từng phát sóng phiên bản tiếng Anh rồi sau đó ngừng phát sóng, tập phim này bị cấm phát sóng hoàn toàn ngoài một số khu vực Châu Á.

### Tập 1005
Nằm trong phần phim Sun & Moon, phát sóng lần đầu vào ngày 1 tháng 3 năm 2018. Tập phim không được phát sóng phiên bản tiếng Anh do trong phim chứa phân cảnh Satoshi sơn mặt tối giống như mặt đen trong nửa sau của tập phim, để bắt chước ngoại hình của một Passimian. Blackface được coi là một khuôn mẫu chủng tộc tiêu cực của người Mỹ gốc Phi ở Hoa Kỳ.

## Các tập phim bị cấm/loại bỏ (phiên bản tiếng Nhật)

### Pikachu & Pichu
Là tập phim ngắn thứ 7 về Pikachu, được phát sóng vào ngày 8 tháng 4 năm 2000 tại Nhật Bản và ngày 6 tháng 4 năm 2001 tại Hoa Kỳ. Tuy nhiên tập phim ngắn này bị cấm ở Nhật Bản kể từ năm 2009 do người dẫn chuyện là Noriko Sakai bị bắt vì tàng trữ ma túy.

## Các tập phim bị cấm/loại bỏ (phiên bản tiếng Hàn)
Khi Pokémon phát sóng tại Hàn Quốc, thời điểm đó do vấn đề kiểm duyệt nội dung Nhật Bản tại Hàn Quốc, một số tập phim đã bị cấm phát sóng tại Hàn Quốc. Điều này ảnh hưởng đến cốt truyền do một số tập có liên quan đến nhau. Các tập phim bị cấm kéo dài cho đến phần Advanced Generation, bao gồm:
- Tập 4: Bị cấm do có Samurai
- Tập 20: Bị cấm do liên quan đến một số sự kiện văn hóa Nhật Bản.
- Tập 26: Bị cấm do quần áo truyền thống Nhật Bản của Erika mặc trong cửa hàng nước hoa.
- Tập 32: Bị cấm do tập phim có một số mô tả về văn hóa Nhật Bản, bao gồm ninja và kabuki.
- Tập 58: Bị cấm do mô tả quần áo và kiến trúc truyền thống của Nhật Bản.
- Tập 75: Bị cấm do quần áo giống samurai của Otoshi
- Tập 79: Bị cấm do quần áo truyền thống Nhật Bản của Jeanette Fisher.
- Tập 132: Bị cấm do tháp Madatsubomi giống với kiến trúc truyền thống của Nhật Bản.
- Tập 133: Bị cấm do phong cách truyền thống của Nhật Bản trong quần áo của Falkner
- Tập 142: Bị cấm không rõ lí do
- Tập 178: Bị cấm do tập trung công khai vào văn hóa Nhật Bản.
- Tập 183 và tập 184: Bị cấm không rõ lí do
- Tập 185: Bị cấm do sự nổi bật của chị em Kimono, những người có trang phục dựa trên văn hóa Nhật Bản.
- Tập 196: Bị cấm do Pokémon sumo đấu vật, một phong cách chiến đấu của Nhật Bản.
- Tập 203: Bị cấm do chương trình bói toán tương tự như truyền thống Thần đạo.
- Tập 228: Bị cấm do sự nổi bật của chị em Kimono, những người có trang phục dựa trên văn hóa Nhật Bản.
- Tập 229: Bị cấm do có chứa các yếu tố của văn hóa Nhật Bản, chẳng hạn như đấu vật sumo và geisha.
- Tập 331 và tập 332: Hai tập phim này không bao giờ được phát sóng tại Hàn Quốc, mặc dù đây có thể là vấn đề kiểm duyệt, vì chúng được phát hành trên DVD. Mặt khác, hai tập phim này không xuất hiện trên trang web Pokémon tại Hàn Quốc.

## Các tập phim bị cấm/loại bỏ (khác)
Phần lớn các tập phim Pokémon khi phát sóng có bao gồm phiên bản tiếng Anh, phiên bản tiếng Hàn và phiên bản tiếng Nhật. Tuy nhiên, một số tập phim dù không bị cấm hay loại bỏ toàn cầu, nhưng ở một số quốc gia đặc thù thì không được phát sóng. Các tập phim đó bao gồm:
- Tập 45: Bị cấm ở Thổ Nhĩ Kỳ vì không rõ lý do cho đến khi Netflix phân phối phần đầu tiên của phim thì tập phim này được phát trở lại.
- Tập 348: Bị cấm ở một số khu vực, trong đó có Ireland và Aruba do cáo buộc rằng định dạng "trận chiến về giới tính" của tập phim.

## Các tập phim bị trì hoãn
Các tập phim Pokémon khi phát sóng sẽ theo lịch trình kế hoạch của từng khu vực, tuy nhiên đã có một số tập phim không được phát sóng theo kế hoạch. Các tập phim này bị trì hoãn hoặc bị cấm một thời gian sau đó được phát sóng trở lại. Các tập phim đó bao gồm:
- Tập 851: Nằm trong phần phim XY, ban đầu sẽ được phát sóng ở Nhật Bản vào ngày 24 tháng 4 năm 2014 nhưng đã bị hoãn và thay thế bởi tập phim khác do vụ lật phà Sewol diễn ra vào ngày 16 tháng 4 năm 2014. Sau đó vài tháng, tập phim này được phát sóng lần đầu tại Hàn Quốc vào ngày 8 tháng 8 năm 2014 trước khi phát sóng trở lại tại Nhật Bản vào ngày 20 tháng 11 năm 2014.
- Tập 19: Nằm trong phần phim đầu tiên của của loạt phim, tập phim này bị tạm cấm 2 lần khi phát sóng phiên bản tiếng Anh tại Hoa Kỳ. Lần cấm đầu tiên diễn ra vào năm 2001 sau vụ tấn công khủng bố vào ngày 11 tháng 9 năm 2001, tập phim đó không được phân phối một thời gian cho đến khi Cartoon Network phát sóng tập phim đó. Lần cấm thứ 2 diễn ra vào năm 2005 do liên quan đến vụ cơn bão Katrina, nhưng chỉ cấm một vài tuần trước khi phát sóng lại.
- Tập 23: Nằm trong phần phim đầu tiên của của loạt phim, tập phim này bị cấm tạm thời khi phát sóng phiên bản tiếng Anh tại Hoa Kỳ vào năm 2001 sau vụ tấn công khủng bố vào ngày 11 tháng 9 năm 2001, sau đó tập phim này được phát sóng trở lại bình thường.
- Tập 696: Nằm trong phần phim Best Wishes, ban đầu dự định phát sóng vào ngày 7 tháng 4 năm 2011 tại Nhật Bản. Tuy nhiên, tập phim này bị hoãn phát sóng cho đến ngày 23 tháng 6 năm 2011 do ảnh hưởng của trận động đất và sóng thần Tōhoku vào ngày 11 tháng 3 năm 2011.
- Từ tập 1110 cho đến tập 1114: Nằm trong phần phim Journeys, ban đầu sẽ được phát sóng tại Nhật Bản trong khoảng tháng 4 và tháng 5 năm 2020 nhưng bị hoãn sang tháng 6 và tháng 7 cùng năm do ảnh hưởng của đại dịch COVID-19.[4]